# Бачко Добро Поље
Бачко Добро Поље (мађ. Kiskér) је насеље у Војводини које припада општини Врбас. Према попису из 2022. живело је 2.992 становника. Налази се 33 km од Новог Сада, на путу и железничкој прузи Нови Сад, Змајево, Врбас. Према попису 2011. године у селу живи 3.541 становник, а већина се изјашњава као Срби. Становништво се претежно бави пољопривредом, а запослени раде у Новом Саду и Врбасу.
За црквену и сеоску славу, одређен је Свети Василије Острошки, који се слави 12. маја по грегоријанском календару (29. априла по јулијанском).

## Име
Све до 1861. године данашње насеље Бачко Добро Поље се звало Мали Кер. Године 1861. Мађари су му променили име у Киш Кер, које ће се касније називати и писати једним именом Кишкер, све до 1922. године. Године 1922. добија назив Прибићевићево по српском политичару Светозару Прибићевићу. Овај назив ће се задржати до 1933. године, када се појављује ново име Бачко Добро Поље, и тај назив остаје све до 1947. године. Само у току 1947. године, дакле годину дана, носиће назив Добро Поље, да би се од 1948. године па на даље звало Бачко Добро Поље.
Бачко Добро Поље као данашње име села настало је кроз сложен процес комеморативне топонимије у Краљевини Југославији након Првог светког рата. Главни разлог за овај назив био је одавање почасти српским војницима који су се истакли у бици код Доброг поља на Солунском фронту 1918. године. Префикс "Бачко" додат је из разлога да се означи географска припадност Бачкој регији, као и разликовање од других насеља сличног имена у Краљевини Југославији.

## Историја
За време турске владавине забележено је у ондашњој Бачкој нахији постојање два Кера — Велики и Мали. Мали Кер је 1554. године имао два дома, 1570. девет домова, а 20 година касније 15 домова. На крају XVII века, тачније 1699. године, Кер је био насељен са 42 дома. Према подацима из 1743. и ондашњих пописа насеље Кер је било насељено искључиво Србима.
Систематска колонизација Бачке Немцима из јужне Баварске и Порајња почиње тек после Пожаревачког мира 1718. године. Први колонисти прикупљали су се из јужне Немачке у Бечу и одатле Дунавом транспортовани до Апатина, сви су они махом били приватни досељеници, све до 1749. када се организује системско насељавање.
Априла и маја месеца 1784. године у насеље Кер населили су се и Немци из оближње Торже (срп. Савино Село), нешто доцније између јуна и октобра дошли су из Црвенке, а наредне 1875. године из суседног Врбаса и готово сви су били евангелистичке вероисповести. Годину дана касније, населили су се у Керу Немци из Рајха, том приликом је дошло 198 земљорадника са породицама.
Године 1871. имало је 3.137 становника, 1910. године 3550. Године 1944. готово сви Немци су напустили село и имања и повукли се са немачком војском за Немачку. После Другог светског рата, Бачко Добро Поље је уместо исељених Немаца, насељавано колонистима из пасивних планинских крајева послератне Југославије, тачније Црне Горе и Босанске Крајине.

### Колонизација
Прва група црногорских колониста стигла је у Бачко Добро Поље 19. новембра 1945. године, да би до септембра 1946. године насељено у Бачком Добром Пољу 553 породице колониста из дурмиторског краја. Нова група колониста са 32 српске породице из Босанске Крајине пристигла је јуна месеца 1947. Током 1945. године одобрено је да се у Бачком Добром Пољу насели и известан број породица, који су ту дошли самостално после рата, „аутоколонисти“. Њихов број је износио 50 породица, то су били етнички Срби пореклом из Херцеговине, Далматинске Загоре, Лике, Босне, јужне Србије.
Током колонизације и након њеног завршетка дошло је и до враћања становништва у матичне крајеве из којих су колонизирани, услед најчешће тешког привикавања на климу. Од црногорских колониста се вратила 201 породица, док од колониста из Босанске Крајине 4 породице. Враћање породица црногорских колониста у матични крај:
| Матични крај    | Укупно досељено | Остали | Вратили се |
| Планина пивска  | 156             | 104    | 52         |
| Жупа пивска     | 115             | 84     | 31         |
| Дробњак         | 103             | 59     | 44         |
| Језера          | 90              | 58     | 32         |
| Ускоци          | 65              | 34     | 31         |
| Шаранци         | 24              | 13     | 11         |
| Укупно породица | 553             | 352    | 201        |

## Демографија
У насељу Бачко Добро Поље живи 3038 пунолетних становника, а просечна старост становништва износи 37,9 година (36,0 код мушкараца и 39,8 код жена). У насељу има 1158 домаћинстава, а просечан број чланова по домаћинству је 3,39 (попис 2002). Према попису из 2002, Срби су чинили већинско становништво са 57,16%.
Становништво у овом насељу веома је нехомогено.
|  |

| Демографија | Демографија | Демографија |
| Година      | Становника  | Становника  |
| ----------- | ----------- | ----------- |
| 1948.       | 3.759       |             |
| 1953.       | 3.763       |             |
| 1961.       | 3.922       |             |
| 1971.       | 3.622       |             |
| 1981.       | 3.768       |             |
| 1991.       | 3.940       | 3.919       |
| 2002.       | 3.929       | 3.970       |
| 2011.       | 3.541       |             |

| Етнички састав према попису из 2002.‍ | Етнички састав према попису из 2002.‍ | Етнички састав према попису из 2002.‍ | Етнички састав према попису из 2002.‍ | Етнички састав према попису из 2002.‍ |
| ------------------------------------ | ------------------------------------ | ------------------------------------ | ------------------------------------ | ------------------------------------ |
|                                      |                                      |                                      |                                      |                                      |
| Срби                                 | Срби                                 |                                      | 2.246                                | 57,16%                               |
| Црногорци                            | Црногорци                            |                                      | 1.500                                | 38,17%                               |
| Мађари                               | Мађари                               |                                      | 37                                   | 0,94%                                |
| Југословени                          | Југословени                          |                                      | 34                                   | 0,86%                                |
| Хрвати                               | Хрвати                               |                                      | 14                                   | 0,35%                                |
| Украјинци                            | Украјинци                            |                                      | 9                                    | 0,22%                                |
| Македонци                            | Македонци                            |                                      | 7                                    | 0,17%                                |
| Немци                                | Немци                                |                                      | 6                                    | 0,15%                                |
| Словаци                              | Словаци                              |                                      | 5                                    | 0,12%                                |
| Русини                               | Русини                               |                                      | 4                                    | 0,10%                                |
| Руси                                 | Руси                                 |                                      | 1                                    | 0,02%                                |
| Муслимани                            | Муслимани                            |                                      | 1                                    | 0,02%                                |
| Бошњаци                              | Бошњаци                              |                                      | 1                                    | 0,02%                                |
| непознато                            | непознато                            |                                      | 13                                   | 0,33%                                |

| Година пописа     | 1948. | 1953. | 1961. | 1971. | 1981. | 1991. | 2002. |
| ----------------- | ----- | ----- | ----- | ----- | ----- | ----- | ----- |
| Број домаћинстава | 696   | 744   | 913   | 935   | 1.008 | 1.109 | 1.158 |

| Број чланова      | 1   | 2   | 3   | 4   | 5   | 6  | 7  | 8 | 9 | 10 и више | Просек |
| ----------------- | --- | --- | --- | --- | --- | -- | -- | - | - | --------- | ------ |
| Број домаћинстава | 180 | 218 | 200 | 262 | 177 | 83 | 28 | 7 | 0 | 3         | 3,39   |

| Пол    | Укупно | Неожењен/Неудата | Ожењен/Удата | Удовац/Удовица | Разведен/Разведена | Непознато |
| ------ | ------ | ---------------- | ------------ | -------------- | ------------------ | --------- |
| Мушки  | 1.548  | 562              | 895          | 55             | 36                 | 0         |
| Женски | 1.682  | 435              | 905          | 295            | 45                 | 2         |
| УКУПНО | 3.230  | 997              | 1.800        | 350            | 81                 | 2         |

| Пол    | Укупно                    | Пољопривреда, лов и шумарство | Рибарство                            | Вађење руде и камена | Прерађивачка индустрија       |
| ------ | ------------------------- | ----------------------------- | ------------------------------------ | -------------------- | ----------------------------- |
| Мушки  | 702                       | 153                           | 0                                    | 0                    | 286                           |
| Женски | 504                       | 89                            | 0                                    | 0                    | 184                           |
| УКУПНО | 1.206                     | 242                           | 0                                    | 0                    | 470                           |
| Пол    | Производња и снабдевање   | Грађевинарство                | Трговина                             | Хотели и ресторани   | Саобраћај, складиштење и везе |
| Мушки  | 14                        | 29                            | 45                                   | 17                   | 64                            |
| Женски | 2                         | 1                             | 78                                   | 14                   | 9                             |
| УКУПНО | 16                        | 30                            | 123                                  | 31                   | 73                            |
| Пол    | Финансијско посредовање   | Некретнине                    | Државна управа и одбрана             | Образовање           | Здравствени и социјални рад   |
| Мушки  | 8                         | 4                             | 26                                   | 14                   | 11                            |
| Женски | 10                        | 3                             | 16                                   | 26                   | 55                            |
| УКУПНО | 18                        | 7                             | 42                                   | 40                   | 66                            |
| Пол    | Остале услужне активности | Приватна домаћинства          | Екстериторијалне организације и тела | Непознато            | Непознато                     |
| Мушки  | 9                         | 1                             | 0                                    | 21                   | 21                            |
| Женски | 13                        | 0                             | 0                                    | 4                    | 4                             |
| УКУПНО | 22                        | 1                             | 0                                    | 25                   | 25                            |